# Julien Robert
Julien Robert (Grenoble, 11 de diciembre de 1974) es un deportista francés que compitió en biatlón. Estuvo casado con la también biatleta Florence Baverel.
Participó en tres Juegos Olímpicos de Invierno, entre los años 1998 y 2006, obteniendo en total dos medallas de bronce, una en Salt Lake City 2002 y la otra en Turín 2006, ambas en la prueba por relevos. Ganó dos medallas en el Campeonato Mundial de Biatlón, oro en 2001 y bronce en 2004.

## Palmarés internacional
| Juegos Olímpicos   | Juegos Olímpicos                | Juegos Olímpicos  | Juegos Olímpicos |
| Año                | Lugar                           | Medalla           | Prueba           |
| ------------------ | ------------------------------- | ----------------- | ---------------- |
| 2002               | Salt Lake City (Estados Unidos) | Medalla de bronce | Relevos          |
| 2006               | Turín (Italia)                  | Medalla de bronce | Relevos          |
| Campeonato Mundial |                                 |                   |                  |
| Año                | Lugar                           | Medalla           | Prueba           |
| 2001               | Pokljuka (Eslovenia)            | Medalla de oro    | Relevos          |
| 2004               | Oberhof (Alemania)              | Medalla de bronce | Relevos          |